# Robert Newman
Robert Newman   (1858 - 4 de novembre de 1926) va ser un empresari i empresari musical britànic. És conegut per la fundació de la sèrie de concerts de música clàssica que ara es coneixen com The Proms.
Nascut el 1858 en una família benestant, Newman va tenir una carrera inicial com a "Stockjobber" a la ciutat de Londres. També va estudiar cant a Itàlia; va cantar com a baix i va participar en la primera interpretació de l'oratori Job de Hubert Parry. Es va convertir en agent de concerts i va obtenir experiència inicial organitzant concerts orquestrals amb Frederic Hymen Cowen al Covent Garden.

El 1893, Newman es va convertir en el primer gerent del Queen's Hall. Va tenir la idea de realitzar una sèrie de concerts al Queen's Hall, a preus assequibles per al gran públic, amb una proporció de públic que es podia passejar en un espai designat sense seients. Newman va contractar Henry Wood com a director d'aquests "concerts de passeig" (que aquest és el sentit de "promenade"), i va resumir la seva idea a Wood:
| « | "Presentaré concerts nocturns i formaré el públic per etapes fàcils. Concerts populars al principi, augmentant gradualment el nivell fins que s'hagi creat un públic per a la música clàssica i moderna". | » |

Wood va mencionar la idea de Newman al doctor otorrinolaringòleg George Cathcart, que es va reunir amb Newman i va oferir suport financer a l'aventura de la sèrie de concerts de Newman. El primer "Concert de promenada" va tenir lloc el dissabte 10 d'agost de 1895, amb Henry Wood dirigint la nova "Queen's Hall Orchestra". Aquesta primera temporada de concerts va tenir una durada de deu setmanes, i, inicialment, es va anomenar "Promenade Concerts del Sr. Robert Newman". Per mantenir els concerts assequibles, Newman va fixar els seus preus de les entrades a 1 xíling per a les entrades a un únic concert i 1 guinea per a un abonament, transferible entre més d'una persona i vàlid per a tots els concerts de la temporada. Newman i Wood van incloure, dins de les sèries, el costum dels concerts de les "Wagner Nights" (dilluns) i "Beethoven Nights" (divendres), i a poc a poc van començar a introduir noves obres, o "novetats", dels compositors de l'època.
Tot i que els concerts van guanyar una gran popularitat i reputació, Newman es va trobar amb problemes financers considerables en la gestió dels seus concerts de promenada i va fer fallida el 1901-1902. Edgar Speyer, un banquer alemany, es va fer càrrec del finançament dels concerts, però Newman i Wood van conservar el control sobre l'aspecte artístic. Durant la Primera Guerra Mundial, Speyer va haver de renunciar a participar-hi a causa del sentiment anti-alemany. El 1915, l'empresa editorial "Chappell & Co." va assumir el contracte d'arrendament del Queen's Hall, així com el control financer. Tot i que hi va haver tensions per la gestió entre "Chappell & Co." i "Newman & Wood", Newman va romandre involucrat en la gestió dels seus concerts de promenada fins a la seva mort sobtada el 1926.
Després de la mort de Newman, es va col·locar una petita placa commemorativa darrere del seu seient habitual a la segona fila del Queen's Hall. Després d'haver-se resistit a l'oferta de la BBC per emetre els concerts des del Queen's Hall abans de la mort de Newman, "Chappell & Co." va consentir fer aquestes emissions després de la mort de Newman. A més, finalment, la BBC es va fer càrrec de la gestió i el control financer dels "Newman Promenade Concerts". Els "Newman Promenade Concerts" van ser rebatejats com "The Henry Wood Promenade Concerts", ja que Wood va continuar implicant-se en la direcció artística de la sèrie fins a la seva mort el 1944.
El 1941, el Queen's Hall va ser destruït en un el Blitz i es va perdre la placa commemorativa a Newman. La seva sèrie de concerts continua avui en dia, i actualment s'anomena formalment "The Henry Wood Promenade Concerts presentada per la BBC" i és coneguda popularment com "The Proms".